# Mniszka łuskolica
Mniszka łuskolica (Odontospiza griseicapilla) – gatunek małego ptaka z rodziny astryldowatych (Estrildidae). Występuje we wschodniej Afryce na terenie sześciu państw. Nie jest zagrożony wyginięciem.

## Taksonomia
Po raz pierwszy gatunek opisał Anton Reichenow pod nazwą Pitylia caniceps. Holotyp pochodził z Massa nad rzeką Tana w Kenii. Reichenow podał jedynie informacje dotyczące wyglądu i wymiarów ciała holotypu. Nazwa ta stała się błędna, gdy pojawiła się potrzeba przeniesienia mniszki łuskolicej do właściwszego rodzaju Lonchura, tym samym nadając jej nazwę L. caniceps. Była ona wówczas zajęta (nosiła ją mniszka szarogłowa), stąd w 1943 francuski ornitolog Jean Théodore Delacour nadał mniszce łuskolicej nowy epitet gatunkowy – griseicapilla. Uznał, że razem ze srebrnodziobkami: indyjskim (E. malabarica) i afrykańskim (E. cantans) mniszka łuskolica należy do podrodzaju Euodice w rodzaju Lonchura. Obecnie (2025) Międzynarodowy Komitet Ornitologiczny umieszcza srebrnodziobki w rodzaju Euodice, a mniszkę łuskolicą w rodzaju Spermestes. Inni autorzy umieszczają ją jednak w odrębnym rodzaju Odontospiza. Rodzaj ten opisał po raz pierwszy Harry Church Oberholser w 1905. Zdaniem autora, mniszka łuskolica nie pasowała do ówcześnie znanych rodzajów, jak Uroloncha (w ujęciu Sharpe’a; rodzaj obecnie niewyróżniany), Lepidopygia (obecnie Lemuresthes) i Spermestes. Nie wyróżnia się podgatunków.

### Nazewnictwo
W opublikowanym w 1999 Polskim nazewnictwie ptaków świata gatunek ten występował jako srebrnodziobek szarogłowy (co odpowiada anglojęzycznej nazwie Grey-headed Silverbill), na obecnej Kompletnej liście ptaków świata jest to już jednak mniszka łuskolica. Epitet gatunkowy griseicapilla oznacza z łaciny „o szarej czapce” (griseus – „szary”, capillus – „włosy na głowie”). Starszy, nieuznawany już epitet caniceps oznacza „szarogłowy” (canus – „szary”, -ceps od caput – „głowa”). Odontospiza natomiast oznacza z greki „uzębionego małego ptaka” (odous – „ząb”, spiza – „mały ptak wróblowy”).

## Morfologia
Długość ciała wynosi 11 cm, masa ciała około 15 g. W upierzeniu nie występuje dymorfizm płciowy. Głowa ma barwę ołowianoszarą, kantarek wyróżnia się czarniawą barwą. Czoło, brew, boki głowy i brodę pokrywają drobne, jasne plamki. Przed jaśniejszymi końcówkami piór występują niewielkie, czarne paski. Do tego wzoru, przypominającego zbiór małych pereł, nawiązuje jedna z nazw zwyczajowych w języku angielskim. Grzbiet, barkówki i cały spód ciała mają barwę winnobrązową, najjaśniejszą w okolicach kloaki. Pokrywy skrzydłowe różowobrązowe, lotki i sterówki czarne. Kolor kupra zmienia się od słomkowożółtego po biały. Dziób w porównaniu do pokrewnych mniszek stosunkowo krótki, masywny i bardziej stożkowaty. Górna szczęka ma barwę ciemnoszarą, żuchwa natomiast srebrzystoszarą. Według Reichenowa tęczówka ma kolor brązowy.

## Zasięg występowania
Zasięg występowania mniszki łuskolicej rozciąga się od południowo-wschodniego Sudanu Południowego i południowej Etiopii poprzez skrajnie północno-wschodnie rejony Ugandy, Kenię oraz skrajnie południową Somalię po Tanzanię. BirdLife International szacuje całkowity zasięg występowania na 1,25 mln km². Pojawia się również dalej na wschód po Dar es Salaam, na mapie BirdLife International miasto to jest oznaczone jako miejsce introdukcji mniszki łuskolicej.

## Ekologia i zachowanie
Środowiskiem życia mniszek łuskolicych są półpustynne obszary z kolczastymi krzewami oraz akacjami (Acacia), otwarte zadrzewienia, tereny trawiaste, zawsze w pobliżu wody. W Tanzanii odnotowywane były do wysokości 1800 m n.p.m., w Kenii od 100–1650 m n.p.m., według innego źródła w całej wschodniej Afryce występuje od poziomu morza po 1900 m n.p.m. Mniszki łuskolice to towarzyskie ptaki, często występują w stadach, również mieszanych ze srebrnodziobkami afrykańskimi (E. cantans). Pożywieniem tych ptaków są różne nasiona, jednak niewiele wiadomo na temat dokładniejszych zwyczajów dzikich ptaków.

### Lęgi
Mało dostępnych jest informacji o porze lęgów; jedno stwierdzenie pochodzi ze stycznia. Jedyne informacje dotyczące gniazdowania w naturze mówią o gniazdach na drzewach. Mają mieć kształt sferyczny, utworzone być z traw i podobnych materiałów, z delikatną wyściółką. Obserwowano zarówno kopulacje w gnieździe, jak i poza nim. Zniesienie liczy od 3 do 6 jaj, inkubacja trwa około 14 dni. Obydwa ptaki z pary opiekują się młodymi, w nocy natomiast obydwa w nim odpoczywają. Jeśli jeden z ptaków chce zmienić aktualnie sprawującego pieczę nad potomstwem partnera, woła go i wchodzi do gniazda, dopiero kiedy ten mu odpowie.

## Status i zagrożenia
IUCN uznaje mniszkę łuskolicą za gatunek najmniejszej troski (LC, Least Concern) nieprzerwanie od 1988. Gatunek występuje w Parku Narodowym Serengeti, PN Ruaha, PN Tarangire, PN Mkomazi (Tanzania), PN Tsavo, PN Amboseli, PN Meru (Kenia), PN Omo (Etiopia). BirdLife International wymienia 21 ostoi ptaków IBA, w których występują mniszki łuskolice, wymienione parki są jedynie ich częścią.